# Campionat del món d'escacs
El Campionat del món d'escacs és la competició que se celebra per determinar el Campió del Món d'escacs absolut. Existeixen també competicions (i per tant, títols mundials) exclusius per a dones (campionat del món d'escacs femení), per edats (campionat del món per a gent gran, juvenil, infantil, etc.), i també per a ordinadors. A la competició pel campionat del món absolut, hi pot participar qualsevol persona, i en canvi, no els ordinadors.
Hom considera que el campionat es va iniciar, de forma oficial, amb el matx que van disputar el 1886 els dos millors jugadors europeus del moment, Wilhelm Steinitz i Johann Zukertort. Entre el 1886 i el 1946, el campió fixava i imposava les condicions exigides als aspirants al títol (incloses les condicions econòmiques) per a poder accedir a disputar un matx individual per a determinar el nou campió mundial. Entre el 1948 i el 1993, el campionat fou administrat en exclusiva per la FIDE, la federació internacional d'escacs. El 1993, el Campió regnant (Garri Kaspàrov) va trencar relacions amb la FIDE, i va iniciar un cisma en els escacs mundials, tot liderant la creació d'un campionat del món alternatiu, de manera que fins al 2006 hi va haver dos campionats paral·lels (i rivals). El 2006 el títol va ser unificat, en el polèmic Campionat del món de 2006.
L'actual campió mundial absolut és l'indi Gukesh Dommaraju, que el desembre de 2024 va derrotar el fins llavors campió, el xinès Ding Liren al Campionat del món de 2024.

## Història

Campions no discutits
Campions clàssics
Campions de la FIDE

El concepte de Campió del món d'escacs va sorgir durant la primera meitat del segle xix, i les paraules exactes "Campió del món" aparegueren per primer cop el 1845. A partir d'aquesta data, diversos jugadors foren aclamats com a campions del món, però la primera competició definida amb antelació com a campionat del món fou el matx entre Steinitz i Zukertort de 1886. Fins al 1948 les competicions per a disputar el campionat del món foren matxs acordats privadament entre els jugadors, i, en conseqüència, els jugadors s'havien d'espavilar per a constituir la bossa de premis, fonamentalment mercès a aportacions de mecenes i/o admiradors que volguessin promocionar el matx entre aquells jugadors en concret. A començaments del segle XX aquest fet sovint va esdevenir una barrera infranquejable per alguns, o, com a mínim, va endarrerir durant anys la disputa dels matxs pel títol.
Entre el 1888 i el 1948 diversos inconvenients que varen sorgir en les negociacions varen fer palès que era necessari l'establiment d'unes regles (acceptades per tothom) per a acordar matxs, inclosa la freqüència dels matxs, què podia (i què no podia) exigir el campió pel que fa a les condicions per posar el títol en joc, i com havia de ser l'aportació econòmica i el repartiment de la bossa de premis. Malgrat tot, els intents no varen fructificar, i en la pràctica, els mateixos inconvenients varen seguir impedint, o endarrerint significativament, la disputa de matxs pel títol.
El primer intent d'administrar el títol de banda d'una organització externa fou entre 1887–1889, però l'intent no es va repetir. El sistema per gestionar competicions regulars pel títol no va entrar en funcionament fins al 1948, sota el control de la FIDE, i va funcionar bastant bé fins al 1993, any en què el campió regnant Kaspàrov i el desafiant Short estaven tan descontents amb els arranjaments que havia acordat la FIDE per al seu futur matx, que van trencar amb aquesta organització, originant un cisma que va durar fins al 2006, any en què es va poder tornar a unificar el campionat, tot i que els efectes de la divisió no desapareixerien completament fins al 2012.

### Campions no oficials (abans de 1886)

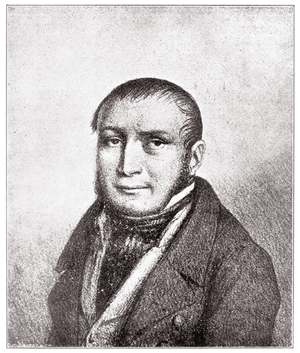
La Bourdonnais, el millor jugador mundial des del 1821 fins a la seva mort, el 1840.

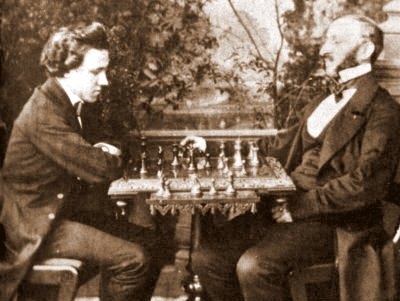
Paul Morphy (esquerra) va aixafar tota oposició durant la seva breu carrera (1857–1858).

El primer matx que fou reivindicat pels jugadors com a campionat del món va ser el disputat el 1886 entre Wilhelm Steinitz i Johannes Zukertort, guanyat pel primer. No obstant això, hi ha una línia de jugadors considerats com els més forts (o si més no els més famosos) del món, que es remunta centenars d'anys més enrere d'ells, i aquests altres jugadors són sovint considerats, en la literatura escaquística, com a "campions del món" del seu temps, principalment: Ruy López de Segura al voltant de 1560, Paolo Boi i Leonardo da Cutri al voltant de 1575, Alessandro Salvio al voltant de 1600, i Gioachino Greco el 1620.
Al segle xviii i començaments del segle xix, els jugadors francesos dominaven, amb Legall de Kermeur (1730-1747), François-André Philidor (1747-1795), Alexandre Deschapelles (al voltant de 1800–1821) i Louis-Charles Mahé de La Bourdonnais (1821-1840) considerat aquest darrer com un dels jugadors més forts de la primera meitat del XIX. En aquest període, el més semblant a un enfrontament pel campionat del món foren els matxs d'escacs La Bourdonnais - McDonnell del 1834, quan La Bourdonnais jugà una sèrie de sis matxs – i 85 partides – contra l'irlandès Alexander McDonnell.
La idea que algun jugador havia de ser campió del món es remunta pel cap baix a 1840, quan un columnista del Fraser's Magazine va escriure: "A qui està destinat el bastó de mariscal quan La Bourdonnais el llença, i quin serà el país d'on sorgirà el seu successor? ... Actualment de La Bourdonnais, com Alexandre el Gran, no té hereu, i hom tem que l'imperi es podria dividir, eventualment, entre tot un seguit de petits reis."
La victòria en matx de l'anglès Howard Staunton sobre un altre francès, Pierre Charles Fournier de Saint-Amant, el 1843, feu que el primer fos considerat amb certa unanimitat com el jugador més fort del món. En una carta publicada a The Times el 16 de novembre de 1843, (però probablement escrita anteriorment), s'hi descriu l'objectiu del segon matx Staunton contra Saint-Amant, disputat a París al novembre-desembre de 1843, com l'obtenció "del ceptre daurat de Philidor." La utilització més primerenca que consta del terme "Campió del Món" és del 1845, quan Howard Staunton va ser descrit com "el campió d'escacs d'Anglaterra, o ... el campió del Món".
La primera proposta coneguda d'una competició definida amb antelació com a vàlida per a determinar el millor jugador mundial fou feta per Ludwig Bledow en una carta dirigida a von der Lasa, escrita el 1846 i publicada a Deutsche Schachzeitung el 1848: "... el guanyador de la batalla de París no hauria de creure que està en una posició massa preeminent, ja que és a Trèveris on es donarà, en realitat, la corona" (Bledow va morir el 1846 i el torneig previst de Trèveris mai no es va arribar a celebrar). El 1850, l'imminent Torneig Internacional de Londres (de 1851) fou explícitament descrit com a campionat mundial per tres comentaristes: en una carta d'un "membre del Club d'Escacs de Calcuta " (de data 1 d'agost de 1850) i en una altra del capità Hugh Alexander Kennedy (de data octubre de 1850) en el volum de 1850 del Chess Player's Chronicle; i a Liberty Weekly Tribune de Missouri (20 de juny de 1851). Tot i que en Kennedy era un membre del comitè organitzador del torneig, no hi ha proves que la coronació d'un campió del món en fos en realitat un objectiu oficial.

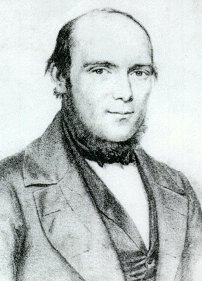
Adolf Anderssen

Aquest torneig el va guanyar l'alemany Adolf Anderssen, cosa que el va situar de facto com el millor jugador del món. Anderssen ha estat descrit com el primer mestre modern d'escacs. De tota manera, no és clar que aquesta victòria signifiqués que fos aclamat universalment a la seva època com a campió mundial, malgrat que Henry Bird assignà el títol a Anderssen per la seva victòria (retrospectivament, el 1893).

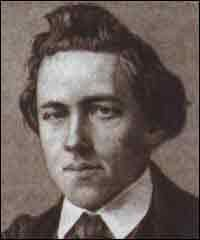
Paul Morphy

Anderssen fou àmpliament derrotat el 1858 en un matx contra l'estatunidenc Paul Morphy, després del qual Morphy va ser aclamat per tot el món dels escacs com a campió mundial. Morphy va jugar matxs contra diversos dels millors jugadors de la seva època, i els va superar àmpliament a tots. Harper's Weekly (25 de setembre de 1858) i The American Union (9 d'octubre de 1858) l'anomenaven campió del món, tot i que un altre article a Harper's Weekly (9 d'octubre de 1858; per C.H. Stanley) no era clar pel que fa a la consideració del matx Morphy-Harrwitz com a vàlid pel títol. Molt aviat, Morphy va començar a oferir avantatge de jugades i de peó a qualsevol qui jugués contra ell. Com que no va trobar rivals de la seva categoria, Morphy es va retirar sobtadament de la competició l'any següent, tot i que la majoria el va seguir considerant el campió mundial fins a la seva mort, el 1884. La seva retirada sobtada dels escacs (en el seu millor moment) i la malaltia mental posterior van ser qualificades amb una frase que es va fer famosa: "l'orgull i la tristesa dels escacs".
Això va deixar altra vegada Anderssen com a millor jugador mundial (en actiu), una reputació reforçada per la seva victòria al fort Torneig d'escacs de Londres 1862.
Wilhelm Steinitz va derrotar Anderssen per un estret marge en un matx el 1866, el qual alguns comentaristes consideren el primer matx "oficial" pel campionat del món. El matx no va ser pas reconegut a l'època com a campionat del món, i fou només després de la mort de Morphy el 1884 quan això succeí, en el que era un clar reconeixement a la clara preeminència de Morphy sobre la resta dels seus contemporanis (fins i tot considerant que no havia jugat públicament durant 25 anys). L'ús de l'expressió "Campió del Món" en aquesta època era voluble, però sembla que Steinitz, com a mínim els darrers anys de la seva vida, va datar el seu regnat des del matx de 1866.
El 1883, Johannes Zukertort va guanyar el gran torneig internacional de Londres, per davant de pràcticament tots els millors jugadors del moment, Steinitz inclòs. Aquest torneig va refermar Steinitz i Zukertort com els dos millors jugadors del món, i portà ineludiblement al matx que inaugurà la sèrie de confrontacions pel campionat del món, el Campionat del món d'escacs de 1886. El matx, guanyat per Steinitz, tot i que no va ser organitzat sota els auspicis de cap organisme oficial, és reconegut unànimement com el primer Campionat del Món oficial, i Steinitz, com el primer Campió del Món que guanyà el seu títol de forma oficial.
En Graham Burgess llista Philidor, de la Bourdonnais, Staunton, i Morphy com a jugadors que varen ser clarament aclamats amb anterioritat com a millors del món.

### Campions oficials abans de la FIDE (1886–1946)

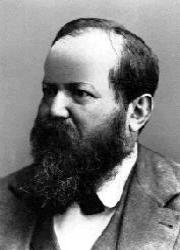
Wilhelm Steinitz

El campionat es va desenvolupar sobre unes bases bastant informals durant la resta del segle xix i a la primera meitat del segle XX: si un jugador pensava que era prou fort, ell (o els seus amics) cercaven el suport financer per a constituir una bossa de premis i desafiar el campió del món regnant. Si guanyava, es convertiria en el nou campió. No hi havia cap sistema formal de qualificació per a poder disputar el títol. No obstant això, en general es considera que el sistema reeixí en el sentit de coronar com a campions els jugadors que realment eren els més forts de la seva època. Fins a la II Guerra Mundial, els jugadors que es van succeir en el tron dels escacs foren Steinitz, Emanuel Lasker, José Raúl Capablanca, Aleksandr Alekhin, i Max Euwe, cadascun en derrotar l'anterior titular en un matx.

#### El regnat de Wilhelm Steinitz

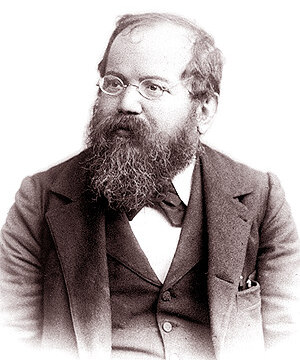
Wilhelm Steinitz va dominar el món dels escacs entre 1866 i 1894.

El regnat de Wilhelm Steinitz fou notable per diversos aspectes: per primer cop es plantejà la possibilitat que el campió del món pogués perdre el títol si declinava un desafiament raonable, o bé per una perllongada absència de la competició; fou el primer jugador que obtingué el títol disputant-lo de forma oficial, en la primera contesa definida amb antelació com a campionat mundial (la prèvia proposta de Bledow de 1846 no havia arribat a bon terme); es produí el primer intent de regular els matxs pel campionat del món; es va debatre sobre si el campionat s'havia de decidir mitjançant la disputa d'un matx, o bé mitjançant un torneig; addicionalment, cal mencionar que diferents autors mantenen diferents criteris sobre quan va començar realment el regnat de Steinitz, una discussió que continua encara avui dia.
No hi ha evidències que Steinitz proclamés el títol com a propi immediatament després de guanyar el matx contra Adolf Anderssen el 1866, tot i que a la seva International Chess Magazine (setembre de 1887 i abril de 1888) sí que s'autoproclama com a campió des de 1866. Hom ha suggerit que Steinitz no hauria dit públicament que era campió del món mentre Paul Morphy encara vivia. (Morphy havia vençut Anderssen de manera aclaparadora el 1858, però s'havia retirat de la competició després del seu retorn als Estats Units el 1859, i va morir el 1884). La primera referència coneguda a Steinitz com a campió del món fou a Chess Player's Chronicle (octubre de 1872), després que guanyés Johannes Zukertort en el seu primer matx. Però el New York Times (11 de març de 1894), British Chess Magazine (abril de 1894) i Emanuel Lasker (Lasker's Chess Magazine, maig de 1908) posen com a data d'inici del seu regnat el 1866, i a començaments dels 1950 Reuben Fine va seguir el seu exemple. D'altra banda, alguns autors actuals divideixen el regnat de Steinitz en una part "no oficial" abans de la seva victòria sobre Zukertort de 1886 i una altra part "oficial" a partir d'aquell moment; Steinitz havia insistit que el contracte per al matx de 1886 especifiqués que el matx seria "pel Campionat del Món" (Chess Monthly, gener de 1886).
The Irish Times (6 de març de 1879) va suggerir que Steinitz hauria perdut el títol per la seva perllongada absència de les competicions, i que per tant, Zukertort havia de ser reconegut com a campió. La línia de Chess Player's Chronicle (18 de juliol de 1883) era una mica més elaborada: suggeria que Zukertort havia de ser reconegut com a campió atès que havia guanyat el torneig de Londres 1883, 3 punts per davant de Steinitz); el Chronicle argumentava que els torneigs no eren una bona manera de decidir el campió, i que les victòries de Steinitz en matx li donaven legitimitat, però que en qualsevol cas, si Zukertort fos el campió, hauria de perdre el títol si declinava enfrontar-se en matx a un jugador de la categoria de Steinitz, cas en el qual el títol hauria de revertir en Steinitz novament.
El 1887 l'American Chess Congress va començar a treballar en l'establiment de normes que regulessin el comportament del campió del món pel que fa a la posada en joc del títol. Steinitz va donar suport a aquest esforç, ja que pensava que s'estava fent massa vell per seguir sent campió del món. La proposta va anar prenent forma lentament (tal com Steinitz va assenyalar, un projecte tal mai no s'havia fet abans), i va acabar derivant en el torneig de Nova York de 1889, vàlid per seleccionar un desafiant per Steinitz, de manera que es podria considerar un antecedent del Torneig de Candidats. El torneig es va jugar, però el resultat no va ser exactament el que s'havia previst a priori: Mikhaïl Txigorin i Max Weiss varen empatar al primer lloc, i el play-off posterior va resultar en quatre empats. Cap dels dos no volia jugar un matx contra Steinitz, ja que d'una banda, Txigorin acabava de perdre contra ell i de l'altra, Weiss havia de tornar a la seva feina (treballava a Europa per al Banc Rothschild). Finalment, el matx pel títol el va disputar el tercer classificat, Isidor Gunsberg, a Nova York, i Steinitz va guanyar (1890-1891). Aquest experiment no es va repetir, i el matx de 1894 en què Steinitz va perdre el títol, fou acordat privadament entre els jugadors.

#### Emanuel Lasker (1894–1920)

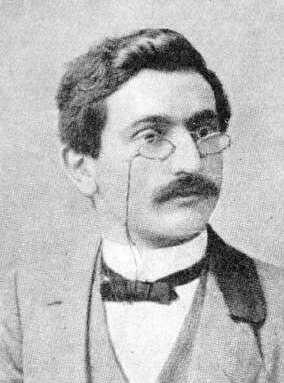
Emanuel Lasker

Lasker va succeir Steinitz com a campió del món, i tot i que no va posar en joc el títol en els períodes 1897-1906 o 1911-1920, va encadenar una impressionant ratxa de victòries en torneig, i va dominar en gran manera tots els seus adversaris. El seu èxit es devia en gran part al fet que era un excepcional jugador pràctic, que quan es trobava en posicions difícils, o fins i tot objectivament perdudes, aconseguia embolicar la troca i salvar les partides mercès a les seves extraordinàries habilitats tàctiques. Va mantenir el títol durant 27 anys (1894-1921), un regnat més llarg que el de qualsevol altre campió. En aquest període, va defensar el títol amb èxit en matxs individuals contra Steinitz, Frank Marshall, Siegbert Tarrasch i Dawid Janowski, i només va ser seriosament amenaçat en el matx que empatà el 1910 contra Carl Schlechter.
Tot i que Emanuel Lasker va defensar el seu títol amb més freqüència que no pas ho havia fet n'Steinitz, les seves negociacions per acordar les condicions per als matxs pel títol de 1911 en endavant van ser molt controvertides. El 1911 va ser desafiat per José Raúl Capablanca i, a més de realitzar severes exigències financeres, va imposar algunes condicions noves: el matx s'hauria de considerar empatat si cap jugador obtingués almenys 2 punts d'avantatge, i s'havien de jugar un màxim de 30 partides, però finalitzar abans si algun dels jugadors en guanyava 6 i tenia un avantatge de dos punts (els matxs anteriors els havia guanyat el primer a guanyar un determinat nombre de partides, generalment 10, de manera que el matx continuava indefinidament fins que algú assolís el nombre de victòries exigit). Capablanca es va oposar a la clàusula que establia haver d'obtenir 2 punts d'avantatge, i Lasker es va sentir ofès pels termes amb què Capablanca va criticar les seves condicions, i va trencar les negociacions.
Varen sorgir noves controvèrsies quan, el 1912, les condicions de Lasker per a jugar un matx pel títol contra Akiba Rubinstein varen incloure una clàusula mitjançant la qual, si Lasker hagués de renunciar al títol després de la data que havia estat fixada per al matx, Rubinstein hauria d'esdevenir el nou campió del món (American Chess Bulletin, octubre de 1913). Quan es van reprendre les negociacions amb Capablanca a partir de la I Guerra Mundial, Lasker va insistir en l'establiment d'una clàusula similar, mitjançant la qual si Lasker havia de renunciar al títol després de la data que s'havia fixat per al matx, llavors Capablanca es convertís en campió del món. El 27 de juny de 1920 Lasker va abdicar en favor de Capablanca a causa de les moltes crítiques públiques que havia rebut com a conseqüència de les condicions fixades per al matx, i va nomenar Capablanca com a successor (American Chess Bulletin, juliol-agost de 1920). Alguns autors han qüestionat el dret de Lasker a nomenar un successor (British Chess Magazine, agost de 1920; Rochester Democrat and Chronicle); Amos Burn va fer la mateixa objecció, però va agrair l'abdicació de Lasker (The Field, 3 de juliol 1920). Capablanca va argumentar que, si el campió abdicava, el títol havia de revertir necessàriament en l'aspirant que l'havia desafiat (British Chess Magazine, octubre de 1922). Lasker també va afirmar que, si hagués guanyat el seu matx contra Capablanca, hauria igualment abdicat, per tal que els joves mestres aspirants poguessin disputar-se’l ("Dr Lasker and the Championship" dins American Chess Bulletin, setembre-octubre de 1920). En el matx que se celebrà, Capablanca va guanyar fàcilment, el 1921.

#### Capablanca, Alekhin i Euwe (1921–46)

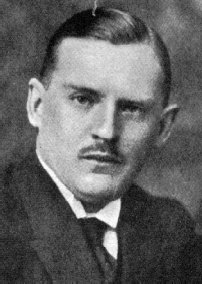
Aleksandr Alekhin

Capablanca va ser l'últim i més gran dels jugadors "naturals": es preparava poc per les partides, però les aconseguia guanyar brillantment. Posseïa una sorprenent capacitat per trobar les millors jugades en cada posició amb només un cop d'ull. Era conegut també per la seva capacitat per convertir gradualment els més petits avantatges en victòria, així com per la seva enorme habilitat en el final; Capablanca va ser un dels jugadors més temuts de la història, i va aconseguir romandre invicte en partides oficials durant vuit anys (1916-1924).
Després del trencament de negociacions en el seu primer intent d'arranjar un matx pel títol contra Lasker (1911), Capablanca va elaborar unes normes per a la realització dels futurs matxs pel campionat del món, que van ser acceptades pels altres jugadors de l'elit mundial (Lasker inclòs) al torneig de Sant Petersburg 1914, i aprovades al Congrés de Mannheim d'aquell mateix any. Els punts principals eren: el campió havia d'estar disposat a defensar el seu títol un cop l'any, el guanyador del matx seria el primer jugador que guanyés sis o vuit partides (el campió tenia dret a escollir), i la bossa de premis havia de ser d'almenys 1.000 £ (un valor aproximat de 347.000 £ o 700.000 $ el 2006).
Arran de les controvèrsies que envoltaren el seu matx de 1921 contra Lasker, el 1922, el ja campió del món Capablanca va proposar les Normes de Londres: guanyaria el matx el primer jugador a vèncer en sis partides, les sessions de joc es limitarien a 5 hores, amb un límit de 40 moviments en 2 hores i mitja, el campió havia de defensar el seu títol en el termini màxim d'un any des del moment en què rebés un desafiament d'un mestre candidat notòriament reconegut, el campió decidiria la data del matx, i el campió no estaria obligat a acceptar un desafiament si la bossa de premis era inferior a 10.000 dòlars americans (uns 349.000 $ el 2006); el 20% de la bossa seria pel posseïdor del títol, i la resta es dividiria a raó d'un 60% per al guanyador del matx, i un 40% per al perdedor. Alekhin, Bogoliúbov, Maroczy, Réti, Rubinstein, Tartakower i Vidmar de seguida varen donar la seva conformitat a tals normes.
L'únic matx que es va jugar sota aquestes regles fou el Capablanca vs Alekhin del 1927, tot i que s'ha especulat que el contracte concret entre els jugadors per a aquell matx potser incloïa una clàusula de victòria per "avantatge mínim de dos punts". Alekhin, Rubinstein i Nimzowitsch varen tots ells desafiar Capablanca en els primers anys dels 1920 però només Alekhin va aconseguir reunir els 10,000 $ que Capablanca demanava, i només el 1927. Abans d'aquest matx, ningú donava opcions a Alekhin contra el dominant cubà, però Alekhin va vèncer els dots naturals de Capablanca amb una capacitat de competir sense igual i una extensíssima preparació pre-partida (especialment pel que fa a l'anàlisi en profunditat de les obertures, aspecte el qual es convertiria més tard en un segell distintiu de tots els Grans Mestres del futur). Alekhin va jugar el matx molt agressivament, i va aconseguir complicar molt les partides a Capablanca, mercès també a la seva fantàstica habilitat tàctica.
Immediatament després de guanyar, Alekhin va anunciar que estava disposat a concedir a Capablanca un matx de revenja, sempre que el cubà acomplís els requisits establerts per les "normes de Londres". Les negociacions es van perllongar durant anys, i diversos cops es varen trencar tot just quan l'acord semblava a tocar. Alekhin, però, va guanyar fàcilment dos matxs pel títol contra Iefim Bogoliúbov el 1929 i el 1934.
El 1935, Alekhin va ser inesperadament derrotat pel neerlandès Max Euwe, un jugador aficionat que treballava com a professor de matemàtica. Alekhin va guanyar convincentment el matx de revenja de 1937. La II Guerra Mundial va impedir temporalment la celebració de més matxs pel títol mundial, i Alekhin va restar com a campió del món fins a la seva mort prematura, el 1946.

### La FIDE, Max Euwe i l'AVRO

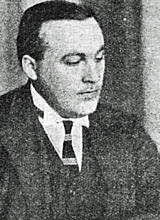
Iefim Bogoliúbov

Durant els torneigs de Sant Petersburg 1914, Mannheim 1914, i Göteborg 1920, hi havia hagut diversos intents no reeixits de formar una federació internacional d'escacs. El 20 de juliol de 1924, i coincidint amb la celebració de l'Olimpíada d'escacs de 1924 a París, fou fundada la FIDE.
Als congressos de la FIDE de 1925 i 1926 l'organisme va expressar la seva voluntat d'involucrar-se en la gestió del campionat del món. La FIDE estava d'acord amb les "normes de Londres", però advertia que el requisit d'haver de reunir una bossa de 10.000 $ era impracticable, i va emplaçar Capablanca a arribar a un acord amb la resta de principals mestres del moment per revisar la norma. El 1926 la FIDE va decicir crear un títol paral·lel de "Campió de la FIDE" i, el 1928, va aprofitar l'imminent matx Bogoliúbov-Euwe de 1928 (guanyat per Bogoliúbov) com a vàlid per al "Campionat de la FIDE". Alekhin va estar d'acord a celebrar els futurs matxs pel títol mundial sota els auspicis de la FIDE, tot i que va especificar que si ell hagués de jugar contra Capablanca només ho faria en les mateixes condicions que varen regir pel seu matx de 1927. Encara que la FIDE desitjava organitzar un matx d'"unificació" entre Alekhin i Bogoliúbov, no es varen fer progressos en aquest sentit, i el valor del títol de "Campió de la FIDE" es va anar esvaïnt quan Alekhin guanyà el matx pel campionat del món de 1929 que havia acordat privadament amb Bogoliúbov.
Quan estava negociant el matx de revenja pel Campionat del Món de 1937 contra Alekhin, Euwe va proposar que si conservava el títol, seria la FIDE qui gestionaria la nominació dels futurs aspirants, i les normes dels matxs pel campionat del món. La FIDE havia estat intentant des de 1935 dictar les normes sobre com fer la selecció de candidats, i la tendència de les seves propostes era la de crear alguna mena de comitè de selecció. Mentre es debatien aquests protocols el 1937 i Alekhin i Euwe s'estaven preparant per al seu re-matx d'aquell any, la Federació Holandesa d'Escacs va proposar d'organitzar un super-torneig (AVRO) d'excampions i noves figures emergents, del qual n'hauria de sortir el proper aspirant al títol. La FIDE va refusar aquesta proposta, i en un segon intent va nominar Salo Flohr com a aspirant oficial. Euwe llavors va declarar que si aconseguia retenir el títol, estaria preparat per batre's amb Flohr el 1940, però que es reservava el dret d'acordar un matx pel títol ja fos el 1938 o el 1939 amb José Raúl Capablanca, qui havia perdut el títol contra Alekhin el 1927; si Euwe perdia el títol en favor de Capablanca, llavors la decisió de la FIDE s'hauria d'acomplir essent Capablanca qui s'enfrontés a Flohr el 1940. Molts escriptors, periodistes, i jugadors varen donar un fort suport a la proposta holandesa del super-torneig, i es van oposar fermament als processos amb comitès proposats per la FIDE. I, en aquest estat de confusió, va passar que: Euwe va perdre el títol en favor d'Alekhin; el Torneig AVRO de 1938 fou guanyat per Paul Keres per desempat, amb Reuben Fine en segon lloc, i Capablanca i Flohr a les darreres posicions; i l'esclat de la II Guerra Mundial el 1939 va tallar de soca-rel l'interès i les controvèrsies sobre aquesta qüestió.

### Naixement del cicle pel Campionat del Món de la FIDE
Abans del 1946, per ser Campió del Món havia sempre calgut guanyar el títol derrotant el vigent campió en un matx. La mort d'Aleksandr Alekhin, però, va obrir un interregne que va fer impossible de seguir amb la tradició. La situació era molt confusa, amb molts reputats jugadors i entesos proposant solucions diverses. La FIDE va topar amb moltes dificultats per organitzar els primers debats sobre com resoldre l'interregne, degut principalment a problemes de diners (i de mobilitat) per organitzar viatges després del final de la II Guerra Mundial, que varen impedir que molts països enviessin representants. La manca d'informació fiable va provocar que diverses revistes i publicacions de prestigi publiquessin rumors i especulacions, cosa que va contribuir a fer la situació més confosa.
Tampoc no va ajudar el fet que la Unió Soviètica havia estat refustant durant molt de temps d'ingressar a la FIDE, tot i que en aquesta època estava clara que pel cap baix la meitat dels aspirants al títol eren ciutadans soviètics. Els soviètics varen adornar-se, però, que no podia ser que estiguessin fora de les converses sobre com trobar un nou campió mundial, i el 1947 varen enviar un telegrama demanant la incorporació de representants de l'URSS en els futurs comitès de la FIDE.

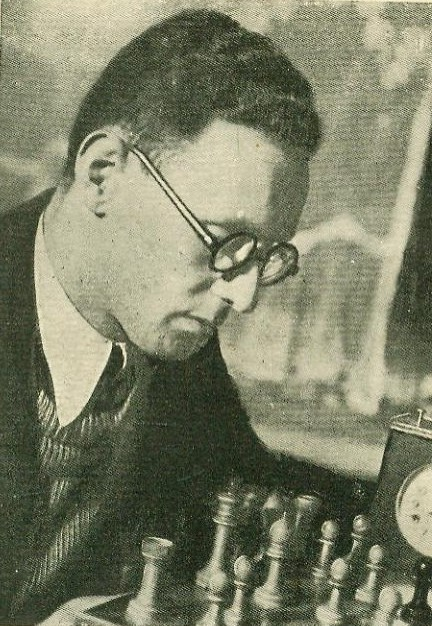
Mikhaïl Botvínnik fou el primer Campió del Món dins el sistema de la FIDE, i de fet, va contribuir a dissenyar-lo.

La solució fou, finalment, molt similar a la proposta inicial de la FIDE, i a la proposta feta per la Unió Soviètica (l'autor de la qual era en Mikhaïl Botvínnik). El Torneig AVRO de 1938 va servir com a base per al Torneig pel Campionat del món de 1948. El Torneig AVRO havia reunit els vuit jugadors que havien estat aclamats com als millors del món en aquell moment. Dos dels participants en aquell torneig, Alekhin i l'anterior campió mundial José Raúl Capablanca, ja eren morts; però la FIDE va decidir que el títol s'hauria d'adjudicar al guanyador d'un torneig round-robin en què els altres sis participants de l'AVRO juguessin tots contra tots. Aquests jugadors eren: Max Euwe, dels Països Baixos; Botvínnik, Paul Keres i Salo Flohr de la Unió Soviètica; i Reuben Fine i Samuel Reshevsky dels Estats Units. Això no obstant, la FIDE va acceptar sense problemes el requeriment soviètic de substituir en Flohr per en Vassili Smislov, i en Fine es va retirar perquè volia continuar els seus estudis en psicologia, de manera que només varen competir, finalment, cinc jugadors. Botvínnik va guanyar de manera convincent, i va esdevenir Campió del món, posant fi a l'interregne.
Atès que en Keres va perdre les seves primeres quatre partides contra en Botvínnik al Torneig de 1948, varen sorgir sospites amb relació a si en Keres havia estat forçat a "entregar" les partides per tal de permetre que en Botvínnik fos el Campió del món. L'historiador dels escacs Taylor Kingston va investigar la qüestió amb les dades disponibles, va concloure que els dirigents soviètics varen “aconsellar” en Keres en el sentit que no havia de posar massa bastons a les rodes a l'intent d'en Botvínnik de guanyar el campionat; en Botvínnik va descobrir aquest fet només cap a la meitat del campionat, i sembla que va protestar aïradament a les autoritats soviètiques; en qualsevol cas, és improbable que en Keres perdés les seves partides contra en Botvínnik de manera deliberada, ni tampoc contra cap altre jugador.
Les propostes que varen portar al Torneig pel Campionat del Món de 1948 també especificaven el procediment pel qual aspirants al Campionat Mundial serien seleccionats en un cicle de 3 anys: els països afiliats a la FIDE haurien d'enviar jugadors als Torneigs Zonals (el nombre variaria en funció dels bons jugadors que cada país tingués en un moment donat); els jugadors que obtinguessin les primeres places, competirien en un Torneig Interzonal (més tard dividit en dos i fins a tres torneigs, quan el nombre de països i de jugadors elegibles es va anar incrementant)); els primers classificats a l'interzonal competirien al Torneig de Candidats, juntament amb el perdedor del darrer matx pel títol i el segon classificat al torneig de candidats anterior (3 anys abans)en el torneig anterior candidats 3 anys abans; el guanyador del torneig de candidats guanyaria el dret a disputar el títol contra el campió regnant. Fins al 1962 inclòs el Torneig de Candidats fou un torneig round-robin a diverses voltes. El format va anar canviant tal com s'explica a continuació.

### El sistema FIDE 1948–1963
El sistema de la FIDE va seguir el disseny del 1948 al llarg de cinc cicles: 1948–1951, 1951–1954, 1954–1957, 1957–1960 i 1960–1963. El 1956 la FIDE va introduir dos canvis aparentment menors que el GM i directiu d'escacs soviètic Iuri Averbakh va remarcar que havien estat proposats pels dos representants soviètics davant la FIDE, els quals eren amics personals del campió del món regnant, Mikhaïl Botvínnik. El campió destronat tindria el dret a un matx de revenja, (una previsió que va permetre en Botvínnik recuperar el seu títol davant de Vassili Smislov el 1958 i un segon cop davant de Mikhaïl Tal el 1961). La FIDE també va limitar el nombre de jugadors d'un mateix país que podria haver-hi al Torneig de Candidats, cosa suposadament dirigida a evitar massa avantatge soviètic al torneig. Averbakh recalcà que això va beneficiar molt en Botvínnik, en tant que reduïa el nombre de soviètics (en aquell moment, sens dubte, els millors jugadors mundials) que podria trobar-se en contra a l'hora de jugar matxs pel títol.

### El sistema FIDE 1963–1972

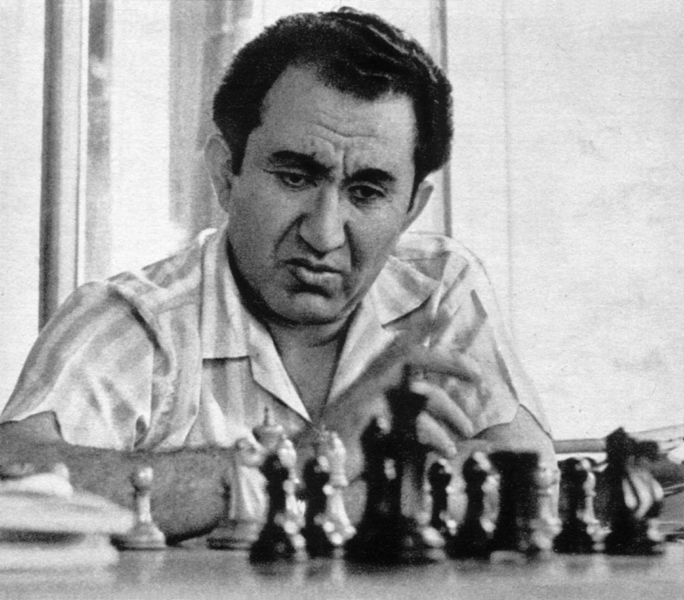
Tigran Petrossian

Després del Torneig de Candidats de 1962, en Bobby Fischer va queixar-se públicament i va acusar els soviètics d'haver coadjuvat per evitar que qui guanyés fos un no-soviètic (específicament, ell mateix). Va dir que Tigran Petrossian, Iefim Hèl·ler i Paul Keres havien pactat prèviament entaular totes les seves partides, i que en Kortxnoi havia estat obligat a perdre contra ells. Averbakh, qui fou el cap de l'equip soviètic, va confirmar el 2002 que Petrossian, Hèl·ler i Keres havien acordat entaular totes les partides que juguessin entre ells per tal d'estalviar energies per a les partides que juguessin contra els no soviètics, i una anàlisi estadística de 2006 referma aquesta tesi. Un altre dels participants, Pal Benko, ha dit que cap a les darreries del torneig, Petrossian i Hèl·ler, que eren amics, varen ajudar en Benko en les seves anàlisis de la partida ajornada contra Keres, qui era la principal amenaça per Petrossian. Kortxnoi, qui va desertar de l'URSS el 1976, mai no ha dit que hagués estat forçat a entregar les seves partides. En qualsevol cas, la FIDE va respondre canviant el format dels futurs Torneigs de Candidats per eliminar la possibilitat de pactar resultats amb mala fe. En començar el nou cicle, 1963–1966, el torneig en format round-robin va ser substituït per una sèrie de matxs eliminatoris. Inicialment, els quarts de final i les semifinals eren al millor de deu partides, i la final al millor de dotze. Aquest fou el sistema sota el qual en Borís Spasski va competir pel títol contra en Petrossian, sense èxit el 1966 i reeixidament el 1969.
Fischer es va retirar de l'Interzonal de Sousse 1967, dins el cicle 1966–1969 pel Campionat del món, quan liderava el torneig amb 8½ punts de les primeres 10 partides: la seva observància del Sàbat va ser respectada per l'organització, però va privar en Fischer d'alguns dies de descans, cosa que va dur inevitablement a una disputa per qüestions de calendari.
En el cicle 1969–1972, en Fischer va causar encara dues crisis més. El 1969 va refusar de jugar el Campionat dels Estats Units (que era alhora un Torneig Zonal). Aquest fet l'hauria d'haver eliminat directament del cicle 1969–1972, però en Benko va ser convençut més tard per a cedir la seva plaça a l'Interzonal a favor de Fischer. El president de la FIDE, Max Euwe va acceptar aquesta maniobra, tot interpretant les normes de manera prou flexible com per permetre que en Fischer pogués jugar, ja que pensava que era important per la salut i la reputació del joc que en Fischer tingués l'oportunitat de lluitar pel títol com més aviat millor. En Fischer va destrossar tots els seus rivals, i va guanyar-se el dret de disputar el títol al campió regnant, Borís Spasski. Després d'haver acceptat de jugar a Iugoslàvia, en Fischer va plantejar tota una sèrie d'objeccions, de manera que finalment fou Islàndia la qui organitzà la final. Però fins i tot allà en Fischer va posar problemes, principalment per una qüestió econòmica. Va caldre una trucada del Secretari d'Estat dels Estats Units, Henry Kissinger, i que el financer Jim Slater doblés la bossa de premis, per tal de persuadir-lo de jugar. Després de diversos moments d'alta tensió, finalment en Fischer va guanyar el matx, 12½-8½.

### Campionats gestionats per la FIDE (1948–1993)

#### El predomini soviètic (1948–1972)

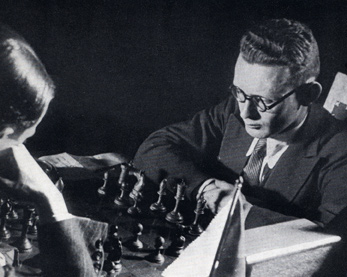
Mikhaïl Botvínnik.

La mort d'Aleksandr Alekhin va crear el caos en el món dels escacs. El sistema informal anterior no va poder fer front a aquesta eventualitat tan inesperada, i tot i que Euwe tenia pretensions sobre el títol, va deixar que FIDE intervingués. Malgrat que la FIDE existia des de 1924, no havia tingut fins llavors un poder real, atès que la nació més forta en l'àmbit dels escacs, la Unió Soviètica, s'havia negat a formar-ne part. No obstant això, després de la mort d'Alekhin, la Unió Soviètica es va unir a la FIDE per tal de poder intervenir en el procés per seleccionar el pròxim campió. La FIDE va organitzar un matx el 1948 entre cinc dels millors jugadors del món, i el rus Mikhaïl Botvínnik va guanyar-lo per un ampli marge (a més de guanyar tots els resultats dels sub-matxs contra tots els seus oponents) i, per tant, el campionat. Des d'aquell moment, la FIDE va seguir organitzant el campionat mundial.
En lloc de l'anterior sistema informal, es va establir un nou sistema de torneigs classificatoris. Els jugadors més forts del món participarien en els Interzonals, on se'ls unirien els jugadors classificats des dels torneigs Zonals. Els finalistes dels interzonals passarien a la fase de "candidats", que inicialment era un torneig, i després una sèrie de matxs d'eliminació directa. El guanyador del Torneig de Candidats jugaria posteriorment un matx amb el títol en joc, contra el campió regnant (que no s'havia de classificar a través d'aquest procés). En cas que un campió fos derrotat, tenia dret a participar tres anys després en un matx a tres bandes, contra el seu successor i el següent candidat. (Això mai va succeir, i el 1957 la norma va ser substituïda per una disposició que permetia que el campió derrotat jugués un matx de revenja un any després de perdre el títol.) Aquest sistema estava integrat en un cicle de tres anys. Tal era el domini dels escacs soviètics, que en les següents dues dècades (entre 1951 i el 1969), tots els matxs finals pel Campionat del Món es jugaren a Moscou entre dos jugadors soviètics.
El guanyador del torneig de 1948, Mikhaïl Botvínnik, va acabar tenint una presència constant en els matxs pel campionat durant més de deu anys. La seva longevitat a l'elit escaquística s'explica generalment pel fet que era un treballador incansable. Hom diu que va perfeccionar el joc tractant-lo com una ciència, i no com un esport, posant molt més èmfasi en la tècnica que en la tàctica. Aquesta longevitat és encara més impressionant tenint en compte que havia arribat al seu apogeu durant la Segona Guerra Mundial, moment en què es va suspendre l'activitat escaquística internacional, i que fou el primer campió que va ser obligat a jugar contra la totalitat dels pretendents al títol. És també molt remarcable el fet que Botvínnik no era jugador d'escacs professional, sinó un destacat enginyer.

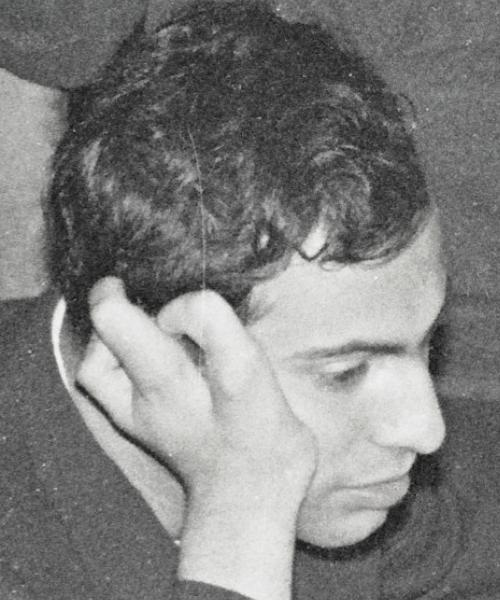
Mikhaïl Tal.

Botvínnik va defensar amb èxit el seu títol en dues ocasions durant els seus primers sis anys de regnat, vencent David Bronstein el 1951 i Vassili Smislov el 1954. Ambdós matxs varen acabar empatats 12-12, però Botvínnik va retenir el títol en tant que n'era el campió defensor. Això no obstant, Smislov va aconseguir guanyar el títol el 1957 per un marcador de 12½ a 9½, només per perdre'l novament contra Botvínnik l'any següent, el 1958 per un marcador de 12½ a 10½. En aquell moment, Smislov va tenir el dubtós plaer de ser el campió del món que va regnar durant un període més curt, però aquest "honor" va canviar aviat de mans, per passar al "Màgic de Riga" Mikhaïl Tal.
Un audaç estil de joc havia permès en Tal de superar clarament en Botvínnik el 1960, per un marcador de 12½ a 8½. Però un cop més, en Botvínnik va recuperar el seu títol l'any següent, en el matx de revenja de 1961, per un marcador de 13 a 8, en un encontre marcat per la poca salut de Tal. Botvínnik va dir del seu rival: "Si en Tal aprengués a controlar-se a si mateix correctament, seria un rival impossible de guanyar". Per desgràcia, no ho va fer; molts creuen que en Tal mai va ser capaç d'estar a l'altura del seu potencial real. Mikhaïl Tal segueix essent fins avui en dia el campió que ha regnat durant un període més breu.
Botvínnik va jugar només un matx més del campionat del món, el Campionat del món d'escacs de 1963 contra l'armeni Tigran Petrossian, perdent 12½-9½. No hi va haver matx de revenja, perquè la FIDE va abolir aquesta norma. Botvínnik es va retirar dels cicles pel campionat del món (i es retirà totalment del joc actiu cap al 1970) i es va dedicar als escacs per ordinador i la creació i desenvolupament de la seva famosa escola d'escacs. En Petrossian va defensar amb èxit el seu títol el 1966 contra Borís Spasski, guanyant per un estret marge (12½ - 11½). Tot i això, el 1969, però, va perdre 12½ - 10½ contra el mateix rival.

#### Fischer (1972–1975)

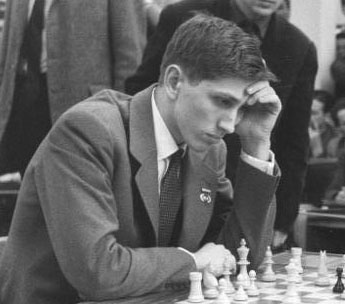
Bobby Fischer el 1960.

Al següent campionat, celebrat a Reykjavík (Islàndia) el 1972, hi va haver el primer finalista no soviètic des d'abans de la II Guerra Mundial (i el primer de l'època d'organització de la FIDE), el jove estatunidenc Bobby Fischer. En Fischer s'havia guanyat el dret a disputar el títol contra Spasski amb facilitat, destrossant a la fase de Candidats tots els seus rivals, Mark Taimànov, Bent Larsen, i Tigran Petrossian (els dos primers, pel resultat mai vist de 6 a 0). L'anomenat Matx del Segle, possiblement el més mediàtic de la història, va tenir un inici xocant: després d'haver perdut la primera partida, en Fischer no es va presentar a la segona, al·legant estar en desacord amb les condicions del matx. Tot just quan hom pensava que en Fischer preferiria perdre el matx abans que seguir jugant amb un desavantatge de 2 a 0, va presentar-se a la tercera partida, i la va guanyar de forma brillant. Spasski, molt afectat psicològicament, va guanyar només una partida més en tot el matx, i va acabar perdent per 12½ a 8½. A partir d'aquest moment la dominància de Fischer en els escacs mundials va començar a ser comparada amb l'altre gran campió estatunidenc pretèrit, Paul Morphy. El paral·lelisme entre els dos va esdevenir més proper encara tres anys més tard.

Anatoli Kàrpov.

La línia de campions de la FIDE s'havia mantingut continuada des de 1948 a 1972, amb cada campió guanyant el títol batent en matx el campió regnant anterior. Això, però, es va acabar el 1975, quan Fischer, el campió regnant, va refusar de defensar el seu títol contra el soviètic Anatoli Kàrpov, quan les condicions que volia imposar no foren acceptades. En Fischer va abdicar per escrit, però va seguir mantenint privadament que era encara el Campió del Món. Va apartar-se de la vida pública, i no va tornar a jugar en competició fins al 1992, quan va oferir a Spasski un matx de revenja, suposadament pel Campionat del Món. El públic en general no va considerar seriosament el fet que el títol estigués en joc, ja que ambdós rivals havien ja passat de molt el seu millor moment, però de tota manera el matx va crear gran expectació i va atreure l'atenció dels mitjans de comunicació.
Anatoli Kàrpov havia guanyat el dret de disputar el títol contra Fischer el 1975 tot guanyant en Víktor Kortxnoi al matx final de candidats, per un resultat de 12½–11½. En Fischer va objectar contra el format del matx final (al millor de 24 partides, sistema que havia estat usat des de 1951 fins llavors), al·legant que el sistema afavoria que qui comencés liderant el marcador jugués per a taules. La proposta de Fischer consistia en que el matx l'hauria de guanyar el primer que guanyés 10 partides, llevat que el marcador arribés a 9–9, cas en què el títol seria retingut pel campió regnant. Argumentava que això era fins i tot més avantatjós per a l'aspirant que per al campió, ja que amb el sistema vigent el campió retenia el títol en cas d'empat a 12, taules incloses. La FIDE no va acceptar els canvis, i en no arribar a cap acord, va destronar en Fischer i coronà en Kàrpov com a nou campió.

#### Kàrpov i Kaspàrov (1975–1993)
Kàrpov va dominar el món dels escacs els anys 1970 i la primera meitat dels 1980 encadenant una increïble sèrie d'èxits en torneigs. Va demostrar de manera convincent que era el millor jugador mundial, defensant el seu títol dos cops contra el dissident exsoviètic Víctor Kortxnoi, primer a Baguio City el 1978 (6–5 amb 21 taules) i després a Merano el 1981 (6-2, amb 10 taules). El seu estil "boa constrictor" frustrava els rivals, sovint provocant les seves errades, cosa que li permetia mostrar plenament contra ells la seca i calmada tècnica que havia après a l'escola de Botvínnik (tant Kàrpov com Kaspàrov havien estudiat a l'escola de Botvínnik).

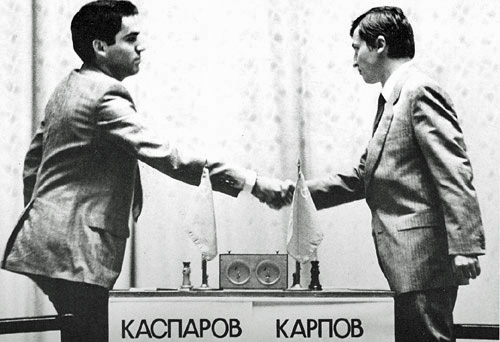
Kaspàrov vs Kàrpov, el 1985.

Malgrat tot, va perdre finalment el títol contra un jugador agressiu i tàctic que era igualment convincent sobre el tauler: Garri Kaspàrov. Els dos varen disputar cinc increïblement ajustats matxs pel campionat del món, el Campionat del món de 1984 (finalitzat sense definició per Campomanes, amb gran controvèrsia, quan Kàrpov liderava el matx +5 -3 =40), el Campionat del món de 1985 (quan Kaspàrov guanyà el títol, 13–11), el Campionat del món de 1986 (guanyat ajustadament per Kaspàrov, 12½ - 11½), el Campionat del món de 1987 (empatat 12 - 12, en Kaspàrov retingué el títol), i el Campionat del món de 1990 (altre cop guanyat ajustadament per Kaspàrov, 12½ - 11½).

### El títol dividit (1993–2006)
El 1993, el campió Kaspàrov i l'aspirant al títol, Nigel Short, acusaren la FIDE de corrupció i de falta de professionalisme, i se'n varen separar, tot formant la Professional Chess Association (PCA), sota els auspicis de la qual varen celebrar el matx entre ells. L'esdeveniment fou ideat i organitzat, principalment, per Raymond Keene. Keene va portar el matx a Londres (la FIDE l'havia planejat a Manchester), i Anglaterra va patir quelcom que es podria titllar de febre pels escacs: el Channel 4 va produir al voltant de 81 programes sobre el matx, la BBC també el va cobrir, i en Short aparegué en televisió fins i tot per fer anuncis de cervesa. En el terreny escaquístic, en Kaspàrov va destrossar en Short per cinc punts d'avantatge, i a partir d'aquell moment l'interès pels escacs al Regne Unit va caure en picat.
Ofesa pel trencament instigat per la PCA, la FIDE va desposseir en Kaspàrov del títol, i organitzà un matx pel campionat del món entre en Kàrpov (el campió anterior a Kaspàrov, i que havia estat eliminat per en Short a les semifinals del cicle de Candidats) i Jan Timman (eliminat per en Short a la final de Candidats), als Països Baixos i Jakarta, Indonèsia. Kàrpov fou qui guanyà el matx i el títol de la FIDE.
Tant la FIDE com la PCA vaen organitzar un cicle pel campionat del món entre 1993–96, amb molts dels mateixos aspirants jugant en ambdues competicions, i Kàrpov i Kaspàrov varen retenir els respectius títols. Al cicle de la PCA, en Kaspàrov derrotà en Viswanathan Anand al Campionat del món d'escacs de 1995 (PCA). En Kàrpov va derrotar en Gata Kamsky a la final del Campionat del món d'escacs de 1996 (FIDE). Hi va haver negociacions per a celebrar un matx de reunificació entre Kaspàrov i Kàrpov el 1996–97, però no varen pas fructificar.
Després del campionat de 1995, la PCA es va dissoldre, i en Kaspàrov es va trobar sense organització per a trobar un rival per al cicle següent. El 1998 va formar el World Chess Council, que va organitzar un matx de candidats entre Aleksei Xírov i Vladímir Kràmnik. En Xírov va guanyar, però les negociacions per al matx Kaspàrov-Xírov es van trencar, i en Xírov va ser deixat de banda pel que fa a la disputa del títol, amb gran disgust per part seva. Nous plans per a un matx Kaspàrov-Anand el 1999 o 2000 tampoc no varen prosperar, i en Kaspàrov organitzà un matx contra en Kràmnik a finals del 2000. En una gran actuació, en Kràmnik va guanyar el Campionat del món d'escacs de 2000 (clàssic), en un matx amb dues victòries, trenta taules, i cap derrota.
La FIDE, mentrestant, va aparcar el sistema d'Interzonals i Candidats, i va decidir canviar-lo per un gran torneig eliminatori, amb un gran nombre de jugadors enfrontats en matxs curts els uns contra els altres, en només unes setmanes (vegeu Campionat del món de 1998). Les taules es resolien amb partides ràpides al final de cada ronda, un format de joc que no necessàriament reconeixia el joc de qualitat: en Kaspàrov refusà de participar en aquests torneigs, i igualment va fer en Kràmnik després que hagués guanyat el títol d'en Kaspàrov l'any 2000. En el primer d'aquests torneigs, el campió Kàrpov estava classificat directament per la final, però posteriorment el campió s'havia de classificar com qualsevol altre jugador. En Kàrpov defensà el seu títol en el primer d'aquests campionats el 1998, però hi renuncià el 1999 a causa de les noves regles de competició. Aleksandr Khalifman assolí el títol el 1999, Anand el 2000, Ruslan Ponomariov el 2002 i Rustam Kassimdjanov guanyà el torneig de 2004.
Cap al 2002, no només és que hi hagués dos campions del món enfrontats, sinó que els forts resultats de Kaspàrov – qui tenia el millor Elo i que havia encadenat una fantàstica cadena de victòries en forts torneigs després de perdre el seu títol el 2000 – creaven encara més confusió sobre qui era realment el Campió del Món. Així, el maig de 2002, el Gran Mestre estatunidenc Yasser Seirawan liderà l'organització de l'anomenat "Acord de Praga" per a la reunificació del títol. Kràmnik havia organitzat un torneig de candidats (guanyat posteriorment el 2002 per Péter Lékó) per trobar el seu rival. Es va decidir que en Kaspàrov jugués contra el campió de la FIDE (Ponomariov) pel títol de la FIDE, i que els guanyadors de cada títol juguessin entre ells pel títol unificat.
Malgrat tot, els matxs varen patir dificultats d'organització i finançament. El matx Kràmnik-Leko, llavors reanomenat Campionat del món clàssic, no es va poder celebrar fins a les darreries de 2004 (i acabà en empat, de manera que en Kràmnik retingué el seu títol). Mentrestant, la FIDE mai no va realment fer res per organitzar el matx de Kaspàrov, ni contra el campió de la FIDE de 2002, Ponomariov, ni contra el campió de la FIDE de 2004, Kassimdjanov. En part a causa de la frustració que li generava aquesta situació, en Kaspàrov es va retirar dels escacs el 2005, quan, malgrat tot, encara era el número 1 del món.
Poc després, la FIDE va deixar de banda el format de curts matxs eliminatoris, i va anunciar el Campionat del món de 2005, un torneig per sistema lliga a doble ronda que se celebraria a San Luis (Argentina) entre vuit dels millors jugadors del món. Malgrat tot, en Kràmnik insistí que el seu títol s'havia de decidir en un matx, i declinà de participar-hi. El torneig el va guanyar de forma convincent el búlgar Vesselín Topàlov, i de seguida començaren les negociacions per a un matx Kràmnik-Topàlov per unificar el títol.

### Títol reunificat (des de 2006 a l'actualitat)

#### Kràmnik (2006–2007)

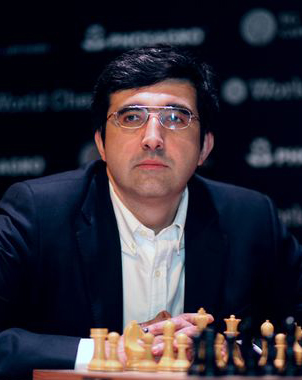
Vladímir Kràmnik va vèncer Garri Kaspàrov el 2000, i posteriorment va esdevenir campió del món indiscutit en vèncer Topàlov el 2006.

El matx de reunificació entre en Topàlov i en Kràmnik es va celebrar a les darreries de 2006. Després de diverses controvèrsies, fou Kràmnik qui va guanyar, i per tant, esdevingué el primer campió no discutit des que en Kaspàrov va trencar amb la FIDE per formar la PCA el 1993. Aquest matx, i tots els campionats següents, han estat administrats per la FIDE.

#### Anand (2007–2013)

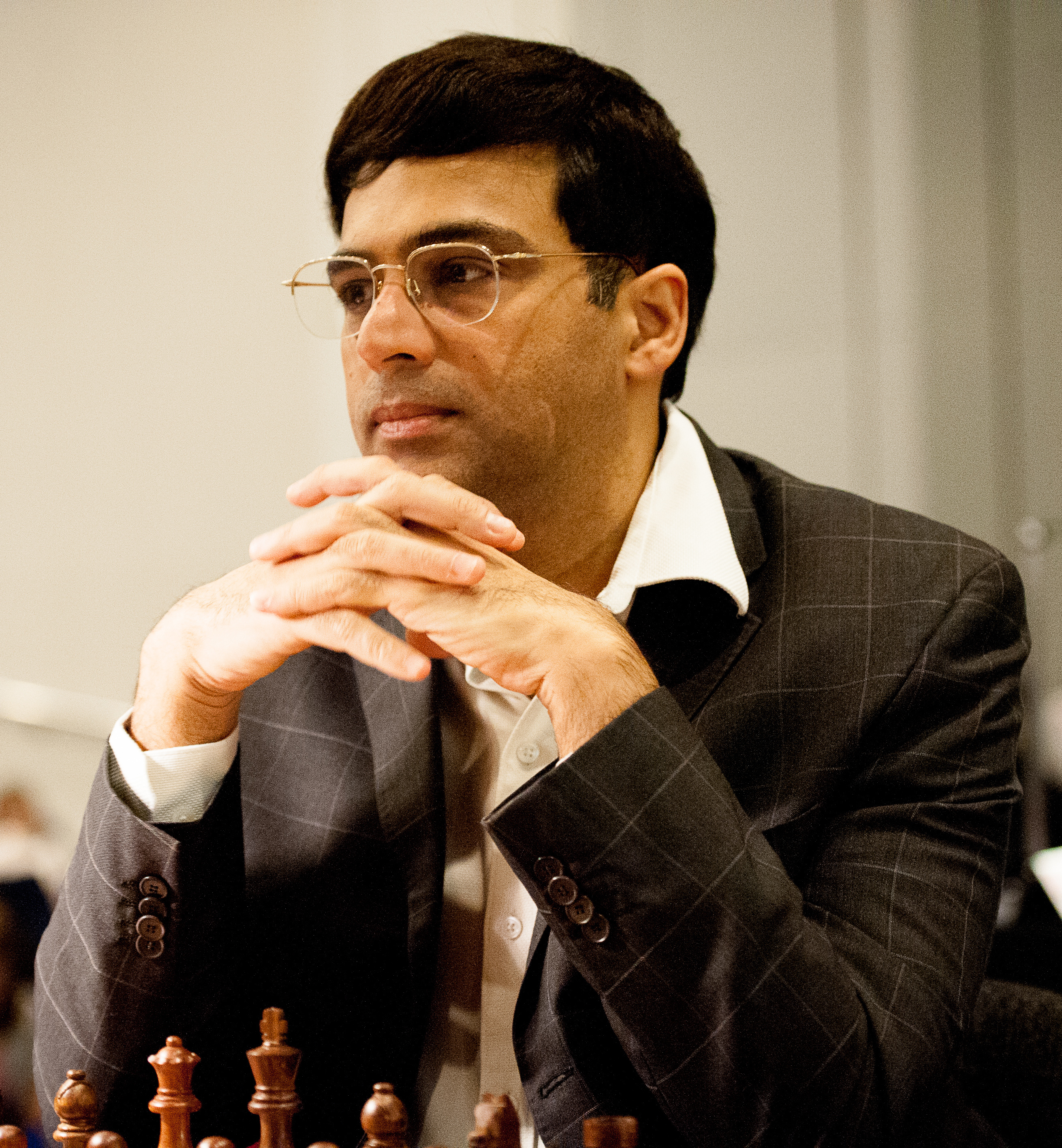
Viswanathan Anand va tenir el títol de la FIDE entre 2000 i 2002, i el títol unificat entre 2007 i 2013.

En Kràmnik va jugar per defensar el seu títol al Campionat del món de 2007 a Mèxic, que fou un torneig per sistema lliga a doble volta, el mateix format que es va fer servir per al Campionat del món de 2005. El torneig el va guanyar en Viswanathan Anand, que fou el nou campió del món.
Com que el campionat el va guanyar Anand en un torneig, i no en un matx, una minoria d'entesos varen qüestionar la validesa del títol. En Kràmnik també va fer comentaris ambigus sobre la validesa del títol d'Anand, però no va reclamar pas el títol per a si mateix.
Els subsegüents campionats varen retornar al format de matx entre el campió regnant i el candidat. El Campionat del món de 2008 fou un matx a 12 partides entre el campió regnant, Viswanathan Anand i el campió de 2006 Vladímir Kràmnik. Anand va defensar el títol de manera convincent en 11 partides, amb un resultat final de 6½ - 4½. El Campionat del món de 2010 se celebrà entre abril i maig de 2010, i Anand derrotà el campió de la FIDE de 2005 Vesselín Topàlov (qui havia derrotat el guanyador de la Copa del món de 2007 Gata Kamsky en un matx disputat el febrer de 2009 per a determinar el rival d'Anand) i aconseguí defensar amb èxit el seu títol per segon cop.
La FIDE va anunciar que en el futur hi hauria un cicle pel campionat cada dos anys, començant amb el Campionat del món de 2012. La primera etapa del procés de qualificació pel 2012, el FIDE Grand Prix 2008-2010, començà l'abril de 2008. La fase final del procés de classificació acabà el maig de 2011, amb Borís Guélfand com a vell guanyador del torneig de Candidats i del dret d'enfrontar-se al campió Anand pel títol mundial 2012. Anand va retenir el títol en vèncer Guélfand 2½–1½ en una tanda de desempat a quatre partides, després que empatessin a les 12 partides a ritme estàndard.

#### Carlsen (2013–actualitat)

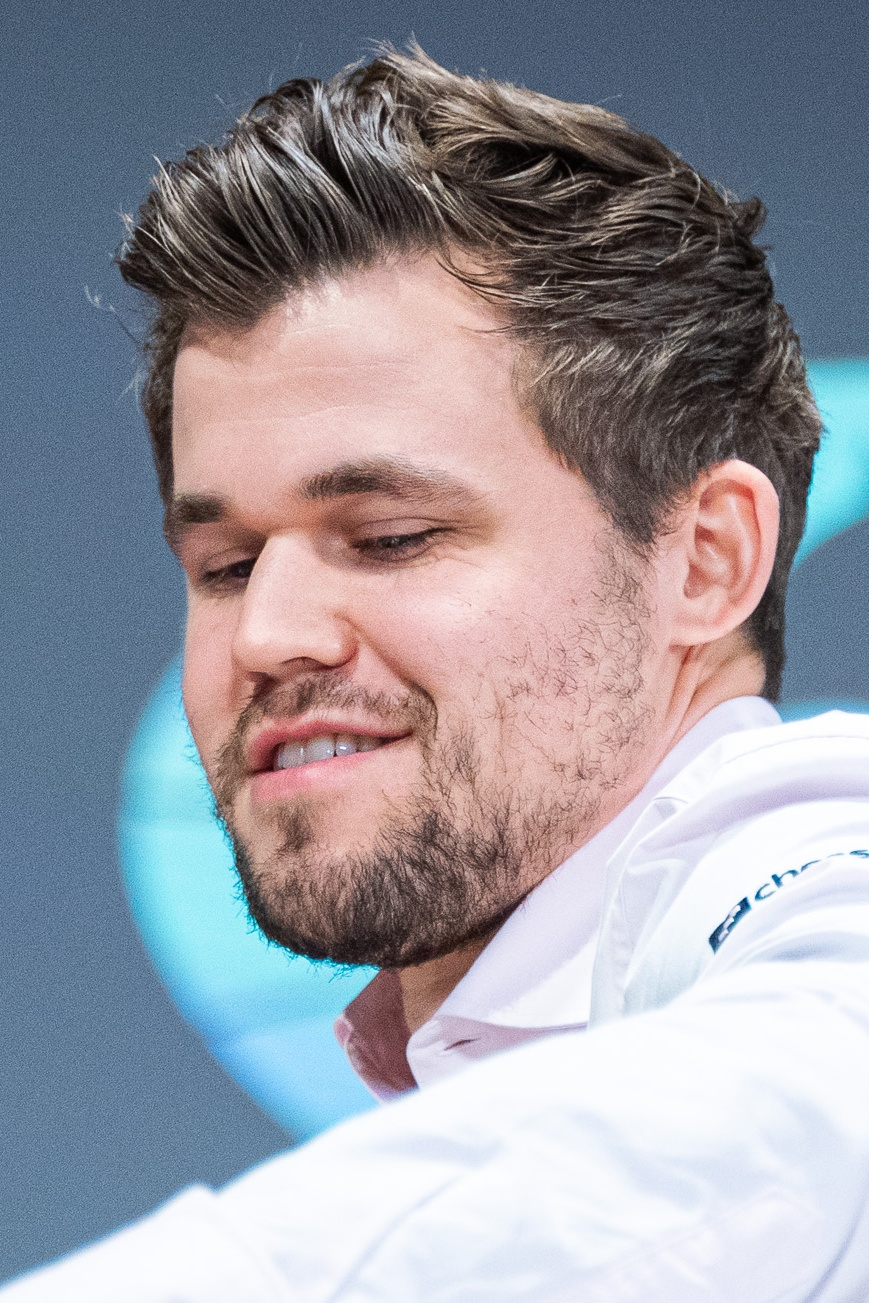
Magnus Carlsen ha estat el Campió del Món des de 2013, quan va vèncer Anand.

Des del 2013, el Torneig de Candidats ha estat un torneig doble round robin amb vuit jugadors, el primer dels quals disputa un matx pel títol contra el campió. Anand va perdre el seu títol el novembre de 2013 a Chennai, Índia, a mans del número u mundial, Magnus Carlsen, que prèviament havia guanyat el Torneig de Candidats de 2013.
Començant amb el cicle pel campionat de 2014 el Campionat del món s'ha disputat cada dos anys: classificació pel Torneig de Candidats l'any anterior, el Torneig de Candidats a començaments del posterior i el matx pel campionat després el mateix any. Aquell i els dos següents cicles varen acabar amb Carlsen defensant el seu títol reeixidament: contra Anand al Campionat del món de 2014, contra Serguei Kariakin al Campionat del món de 2016, i contra Fabiano Caruana el el novembre de 2018,
La pandèmia de COVID-19 va interrompre el Torneig de Candidats de 2020, i va fer que el matx pel campionat es posposés de 2020 a 2021. Carlsen novament va defensar el títol, contra Ian Nepómniasxi al Campionat del món de 2021.

#### Carlsen renuncia
Poc després del matx de 2021, Carlsen va dir que no defensaria el seu títol de nou. This was confirmed in an announcement by FIDE on 20 juliol 2022. En conseqüència, els dos primers classificats del Torneig de Candidats, Ian Nepómniasxi i Ding Liren, es disputarien el següent campionat a Astanà, Kazakhstan, entre el 7 d'abril i l'1 de maig de 2023.

## Finançament
En les èpoques anteriors al 1948 els matxs pel campionat mundial es finançaven de manera similar a la que es va establir per al matx de 1894 entre Emanuel Lasker i Wilhelm Steinitz: ambdós jugadors, (amb el suport econòmic de tercers que actuaven de mecenes), haurien de fer la seva contribució a la bossa de premis; aproximadament la meitat del total de diners aportats revertien en els mecenes del guanyador, i el guanyador rebia la major part del romanent, essent la resta per al perdedor (els mecenes del perdedor no rebien res). Els jugadors havien d'afrontar les despeses del seu viatge, allotjament, i qualsevol altra que no estigués prevista pagar amb els diners de la bossa. Aquesta estructura era una adaptació dels sistemes d'apostes sobre partides i matxs emprats als cercles d'escacs a començaments del segle xix.
A partir del matx Steinitz-Lasker del 1894 (inclòs), ambdós jugadors, amb els seus mecenes, feien aportacions a parts iguals a la bossa, seguint el costum dels principals matxs del segle xix, anteriors a l'establiment del Campionat del Món. Per exemple: les aportacions foren de £100 per banda en el segon matx Staunton vs Saint-Amant (París, 1843) i també al matx Anderssen vs Steinitz (Londres, 1866); Steinitz i Zukertort varen disputar el matx de 1886 a raó de £400 per banda. Lasker va iniciar la pràctica d'exigir que fos l'aspirant qui aportés la totalitat de la bossa de premis, i els seus successors varen seguir el seu exemple fins a la II Guerra Mundial. Aquest requisit va fer que l'acord per a disputar els matxs pel títol mundial fos molt més difícil, per exemple: Marshall va desafiar Lasker el 1904 però no va poder aconseguir els diners per a disputar el matx fins al 1907; el 1911 Lasker i Rubinstein varen arribar a un principi d'acord per a disputar un matx pel títol, però aquest no es va arribar a celebrar mai, atès que Rubinstein no va aconseguir els diners necessaris; i Alekhin, Rubinstein i Nimzowitsch varen tots tres desafiar Capablanca a començaments dels 1920 però només Alekhin va poder aconseguir els $10,000 (dòlars americans) que Capablanca exigia, i això no fou fins al 1927.

## Regnats dels campions
Vegeu també: Llista de matxs pel campionat del món d'escacs.

### Millors jugadors d'escacs fins al 1886
| Nom                                                                   | Any         | País                              | Edat aproximada |
| --------------------------------------------------------------------- | ----------- | --------------------------------- | --------------- |
| Francí de Castellví Narcís Vinyoles Bernat Fenollar i Francesc Vicent | ~1475       | Corona d'Aragó                    | ~37 25          |
| Luis Ramírez de Lucena                                                | ~1490       | Corona de Castella                | ~25             |
| Pedro Damiano                                                         | ~1520       | Regne de Portugal                 | ~40             |
| Ruy López de Segura                                                   | 1559–1575   | Corona de Castella                | 19–35           |
| El Morro                                                              | ~1560–1575  | Regne de Portugal                 |                 |
| Leonardo da Cutri                                                     | 1575        | Regne de Nàpols                   | 33              |
| Paolo Boi                                                             | 1575        | Regne de Sicília                  | 47              |
| Giulio Polerio                                                        | ~1580       | Regne de Nàpols                   | ~32             |
| Alessandro Salvio                                                     | ~1600       | Regne de Nàpols                   | ~30             |
| Gioachino Greco                                                       | ~1620–1634  | Regne de Nàpols                   | ~20–34          |
| Pietro Carrera                                                        | ~1640       | Regne de Sicília                  | ~67             |
| Alexander Cunningham of Block                                         | ~1700       | Escòcia                           | ~45             |
| Legall de Kermeur                                                     | ~1730–1745  | Regne de França                   | ~28–43          |
| François-André Danican Philidor                                       | 1745–1795   | Regne de França                   | 19–69           |
| Johann Baptist Allgaier                                               | ~1795–~1815 | Imperi Austríac                   | ~32–~52         |
| Verdoni                                                               | ~1795–~1804 | Itàlia França                     |                 |
| Jacob Henry Sarrat                                                    | ~1805–~1815 | Regne Unit                        | ~33–~43         |
| Alexandre Deschapelles                                                | 1815–1821   | França                            | 35–41           |
| Louis-Charles Mahé de La Bourdonnais                                  | 1821–1840   | França                            | 26–45           |
| Alexander McDonnell                                                   | 1834        | Irlanda                           | 36              |
| Pierre Charles Fournier de Saint-Amant                                | 1840–1843   | França                            | 40–43           |
| Howard Staunton                                                       | 1843–1851   | Anglaterra                        | 33-41           |
| Adolf Anderssen                                                       | 1851–1858   | Regne de Prússia                  | 33–40           |
| Paul Morphy                                                           | 1858–1862   | Estats Units                      | 21–25           |
| Adolf Anderssen                                                       | 1862–1866   | Regne de Prússia                  | 44–48           |
| Wilhelm Steinitz                                                      | 1866–1878   | Imperi Austrohongarès, ( Bohèmia) | 30–42           |
| Johannes Zukertort                                                    | 1878–1886   | Polònia Imperi Alemany            | 36–44           |
Vegeu Història del Campionat del món d'escacs (anglès).

### Campions del món no discutits 1886–1993
| #  | Nom                  | Any                           | País                                             | Edat              |
| -- | -------------------- | ----------------------------- | ------------------------------------------------ | ----------------- |
| 1  | Wilhelm Steinitz     | 1886–1894                     | Imperi Austrohongarès, ( Bohèmia) · Estats Units | 50–58             |
| 2  | Emanuel Lasker       | 1894–1921                     | Imperi Alemany                                   | 26–52             |
| 3  | José Raúl Capablanca | 1921–1927                     | Cuba                                             | 33–39             |
| 4  | Aleksandr Alekhin    | 1927–1935 1937–1946           | França · Rus emigrat                             | 35–43 45–54       |
| 5  | Max Euwe             | 1935–1937                     | Països Baixos                                    | 34–36             |
| 6  | Mikhaïl Botvínnik    | 1948–1957 1958–1960 1961–1963 | Unió Soviètica (RSFS de Rússia)                  | 37–46 47–49 50–52 |
| 7  | Vassili Smislov      | 1957–1958                     | Unió Soviètica (RSFS de Rússia)                  | 36                |
| 8  | Mikhaïl Tal          | 1960–1961                     | Unió Soviètica (RSS de Letònia)                  | 24                |
| 9  | Tigran Petrossian    | 1963–1969                     | Unió Soviètica (RSS d'Armènia)                   | 34–40             |
| 10 | Borís Spasski        | 1969–1972                     | Unió Soviètica (RSFS de Rússia)                  | 32–35             |
| 11 | Bobby Fischer        | 1972–1975                     | Estats Units                                     | 29–32             |
| 12 | Anatoli Kàrpov       | 1975–1985                     | Unió Soviètica (RSFS de Rússia)                  | 24–34             |
| 13 | Garri Kaspàrov       | 1985–1993                     | Unió Soviètica · Rússia                          | 22–30             |

| #  | Nom                 | Any       | País       | Edat  |
| -- | ------------------- | --------- | ---------- | ----- |
| 13 | Anatoli Kàrpov      | 1993–1999 | Rússia     | 42–48 |
| 14 | Aleksandr Khalifman | 1999–2000 | Rússia     | 33    |
| 15 | Viswanathan Anand   | 2000–2002 | Índia      | 31–33 |
| 16 | Ruslan Ponomariov   | 2002–2004 | Ucraïna    | 19–21 |
| 17 | Rustam Kassimdjanov | 2004–2005 | Uzbekistan | 25    |
| 18 | Vesselín Topàlov    | 2005–2006 | Bulgària   | 30    |

| #  | Nom              | Any       | País   | Edat  |
| -- | ---------------- | --------- | ------ | ----- |
| 13 | Garri Kaspàrov   | 1993–2000 | Rússia | 30–37 |
| 14 | Vladímir Kràmnik | 2000–2006 | Rússia | 25–31 |

### Campions del món no discutits 2006–actualitat
| #  | Nom               | Any             | País    | Edat  |
| -- | ----------------- | --------------- | ------- | ----- |
| 14 | Vladímir Kràmnik  | 2006–2007       | Rússia  | 31-32 |
| 15 | Viswanathan Anand | 2007–2013       | Índia   | 38-43 |
| 16 | Magnus Carlsen    | 2013–2023       | Noruega | 22-32 |
| 17 | Ding Liren        | 2023–2024       | Xina    | 30-31 |
| 18 | Dommaraju Gukesh  | 2024-actualitat | { India | 18-   |

## Campions del món per nombre de victòries en matxs pel títol
La següent taula classifica els campions del món segons el nombre de victòries amb el campionat en joc, i és actualitzada fins al Campionat del món de 2012. (Als efectes d'aquesta taula, una defensa reeixida del títol compta com una victòria, fins i tot si el matx va acabar empatat.) El còmput té certa complicacio deguda a la divisió entre els títols "clàssics" i els títols de la FIDE entre 1993 i 2006.
| Campió               | Total | Indiscutit | FIDE | Clàssic | Anys de campió | Anys de campió indiscutit |
| -------------------- | ----- | ---------- | ---- | ------- | -------------- | ------------------------- |
| Emanuel Lasker       | 6     | 6          |      |         | 27             | 27                        |
| Garri Kaspàrov       | 6     | 4          |      | 2       | 15             | 8                         |
| Anatoli Kàrpov       | 6     | 3          | 3    |         | 16             | 10                        |
| Mikhaïl Botvínnik    | 5     | 5          |      |         | 13             | 13                        |
| Magnus Carlsen       | 5     | 5          |      |         | 8              | 8                         |
| Viswanathan Anand    | 5     | 4          | 1    |         | 8              | 6                         |
| Aleksandr Alekhin    | 4     | 4          |      |         | 17             | 17                        |
| Wilhelm Steinitz     | 4     | 4          |      |         | 8              | 8                         |
| Vladímir Kràmnik     | 3     | 1          |      | 2       | 7              | 1                         |
| Tigran Petrossian    | 2     | 2          |      |         | 6              | 6                         |
| José Raúl Capablanca | 1     | 1          |      |         | 6              | 6                         |
| Borís Spasski        | 1     | 1          |      |         | 3              | 3                         |
| Bobby Fischer        | 1     | 1          |      |         | 3              | 3                         |
| Max Euwe             | 1     | 1          |      |         | 2              | 2                         |
| Vassili Smislov      | 1     | 1          |      |         | 1              | 1                         |
| Mikhail Tal          | 1     | 1          |      |         | 1              | 1                         |
| Ruslan Ponomariov    | 1     |            | 1    |         | 2              | 0                         |
| Aleksandr Khalifman  | 1     |            | 1    |         | 1              | 0                         |
| Rustam Kassimdjanov  | 1     |            | 1    |         | 1              | 0                         |
| Vesselín Topàlov     | 1     |            | 1    |         | 1              | 0                         |